# International Center for Business and Politics
International Center for Business and Politics er et center under Copenhagen Business School, der blev etableret i september 2004. 
Centeret beskæftiger sig med forskning indenfor forholdene mellem virksomheder og det politiske system indenfor discipliner som komparativ politisk kultur, komparativ politisk økonomi og international politisk økonomi. 
I 2006 blev Center for Europæiske Kulturstudier fusioneret med International Center for Business and Politics.